# Mario Medina (Radsportler)
Mario Medina Varela (* 16. Oktober 1958 in San Cristóbal) ist ein ehemaliger venezolanischer Radrennfahrer.

## Sportliche Laufbahn
Medina war im Straßenradsport aktiv. Er war Teilnehmer der Olympischen Sommerspiele 1980 in Moskau. Im olympischen Straßenrennen belegte er als bester Fahrer seines Landes den 34. Platz. Im Mannschaftszeitfahren kam Venezuela mit Claudio Pérez, Olinto Silva, Juan Arroyo und Mario Medina auf den 18. Platz. 1983 wurde er Gesamtsieger der Vuelta al Táchira vor Martín Ramírez. Bei den Zentralamerika- und Karibikspielen 1982 in Havanna wurde Medina Dritter im Mannschaftszeitfahren. Bei den Panamerikanischen Spielen 1983 in Caracas gewann Medina die Bronzemedaille im Mannschaftszeitfahren. 1981 bestritt er die Tour de l’Avenir.